# Rodolfo II de Borgoña
Rodolfo II (muerto a finales del año 937) fue rey de la Alta Borgoña (de 912 a 937, sucediendo a su padre), rey de Italia (efectivo, de 922 a 926, desalojando a Berengario del Friul) y desposeído de este reino por su padrastro, Hugo de Arlés, hasta que en 933 acordó con este último abandonar su reclamación a la Corona de Hierro a cambio de Provenza y la Baja Borgoña, de la que fue rey de 933 hasta su muerte, unificando las dos Borgoñas y Provenza en un solo reino con capital en Arlés.

## Genealogía
Era hijo de Rodolfo I de Borgoña (de la Antigua Casa de Welf) y primer rey de la Alta Borgoña, y se presume que su madre era Guilla de Provenza, la única esposa conocida de su padre. Se casó con Berta de Suabia, con la que (se supone) tuvo cinco hijos:
- Judith
- Conrado el Pacífico, su sucesor
- Bucardo
- Santa Adelaida, reina de Italia (por dos veces) y emperatriz coronada del Sacro Imperio Romano Germánico por sus matrimonios respectivos con Lotario II de Italia y con Otón I de Alemania.
- Rodolfo

## Historia
Después de ascender al trono de la Alta Borgoña en 912 a la muerte de su padre, Rodolfo fue requerido en 922 por varios magnates italianos para que interviniera en Italia contra el emperador Berengario de Friuli. Después de haber entrado en Italia y con el apoyo de esos nobles, fue coronado rey de los lombardos en Pavía en la basílica de San Miguel el Mayor. Al año siguiente, en 923, Rodolfo derrotó a Berengario en la batalla de Firenzuola, y Berengario fue puesto en fuga y más tarde asesinado en el año 924, posiblemente por instigación de Rodolfo, que gobernó en la Alta Borgoña y en Italia conjuntamente, residiendo alternativamente en ambos reinos.
Sin embargo, la nobleza italiana se volvió en 926 contra Rodolfo y se apoyó, para expulsarle de Italia, en Hugo de Arlés, rey de Provenza (o Baja Borgoña) y padrastro de Rodolfo al haberse casado con la viuda Guilla de Provenza. En un movimiento defensivo, Rodolfo regresó a la Alta Borgoña por los Alpes para protegerse, asegurando la coronación de Hugo como rey de Italia en el proceso. Queriendo debilitar el poder del rey, los nobles italianos cambiaron de bando una vez más y declararon que deseaban que Rodolfo siguiera reclamando la Corona Férrea para sí con su ayuda. 
En cambio, Rodolfo y Hugo firmaron un tratado en 933, estipulando la cesión a Rodolfo del Reino de la Baja Borgoña a cambio de su renuncia a cualquier pretensión al trono de Italia. También se acordó el casamiento de su hija Adelaida con el hijo heredero de Hugo, Lotario. Rodolfo gobernó desde Arlés los dos reinos de Borgoña unificados, hasta su muerte en 937. Fue sucedido por su hijo mayor Conrado el Pacífico.